# Мазай, Макар Никитович
Мака́р Ники́тович Маза́й (31 марта 1910, Ольгинская, Кубанская область — 13 ноября 1941, Мариуполь, Сталинская область) — советский металлург, сталевар Мариупольского металлургического завода имени Ильича, рабочий-новатор, зачинатель соревнования за высокие объёмы выплавки стали.

## Биография
Отец и дед Макара Мазая переехали с Полтавщины на Кубань в начале XX века. Они поселились на хуторе Поповском, в 7 километрах от станицы Ольгинской (ныне Приморско-Ахтарского района Краснодарского края), недалеко от Азовского моря.
Макар родился 31 марта (13 апреля) 1910 года. В 1914 году отец был призван на войну; вернулся домой зимой 1918 года, «в крещение». Весной 1918 года деревенская беднота организовалась в военный отряд численностью около 200 человек под командованием казака Планиды; отец Макара стал его помощником. В 1919 году возле станицы Прохладной Терской области Никита Мазай попал в плен к белым, долго подвергался пыткам и был зарублен. С восьми лет Макар работал батраком на хуторе Бейсуг у местного кулака Данилы Черныша. Работа была тяжёлая, хозяин нередко избивал мальчика. Макар попал в больницу, после чего вернулся к матери, повторно вышедшей замуж. Отчим относился к Макару пренебрежительно, и тот ушёл из дому и уехал в Ростов-на-Дону, где прибился к компании беспризорников. Беспризорничал полтора года и вновь вернулся к матери. Станичный комитет устроил Макара на работу в сельскохозяйственное товарищество, где тот работал пастухом и в хлебопекарне; съездил из Кубани в Москву помощником проводника на эшелоне со скотом. Вернувшись в станицу, Макар попросил комсомольский комитет об отправке его на завод в рамках индустриализации.
Вместе с четырьмя другими юношами по путёвке комитета отправился в Мариуполь. По совету попутчиков, а также своего земляка Подрезова, который уже несколько лет работал на Мариупольском металлургическом заводе имени Ильича, и его соседа сталевара Камольникова, все пятеро получили направление в мартеновский цех № 1. 16 августа 1930 года, в возрасте 20 лет, Макар стал работать чернорабочим на шихтовом дворе, на загрузке печи железным ломом. Заметив неподдельный интерес юноши к сталеварению, Камольников пригласил Мазая переехать к себе на квартиру, а начальник смены предложил Макару «учиться настоящему делу» и перевёл его на должность четвёртого подручного у опытного сталевара М. В. Махортова. Со временем Макар стал первым подручным, а также был избран комсоргом печного пролёта.
В 1932 году на заводе были восстановлены ещё две мартеновские печи. Обслуживать одну их них была назначена комсомольская бригада, во главе которой по предложению И. Г. Боровлёва встал Макар Мазай. Первую свою плавку в роли сталевара он выпустил 1 сентября 1934 года.
Осознавая недостаточность своих знаний, Макар возобновил учёбу. В 1936 году, произведя расчёты тепловыделения в топке, он пришёл к выводу, что его достаточно для расплавление вдвое большего объёма металла — однако такой объём не поместился бы в имеющейся ванне печи. Обсудив эту идею с начальником цеха, они приняли решение при очередном ремонте углубить ванну «мазаевской» печи и одновременно поднять высоту её свода.

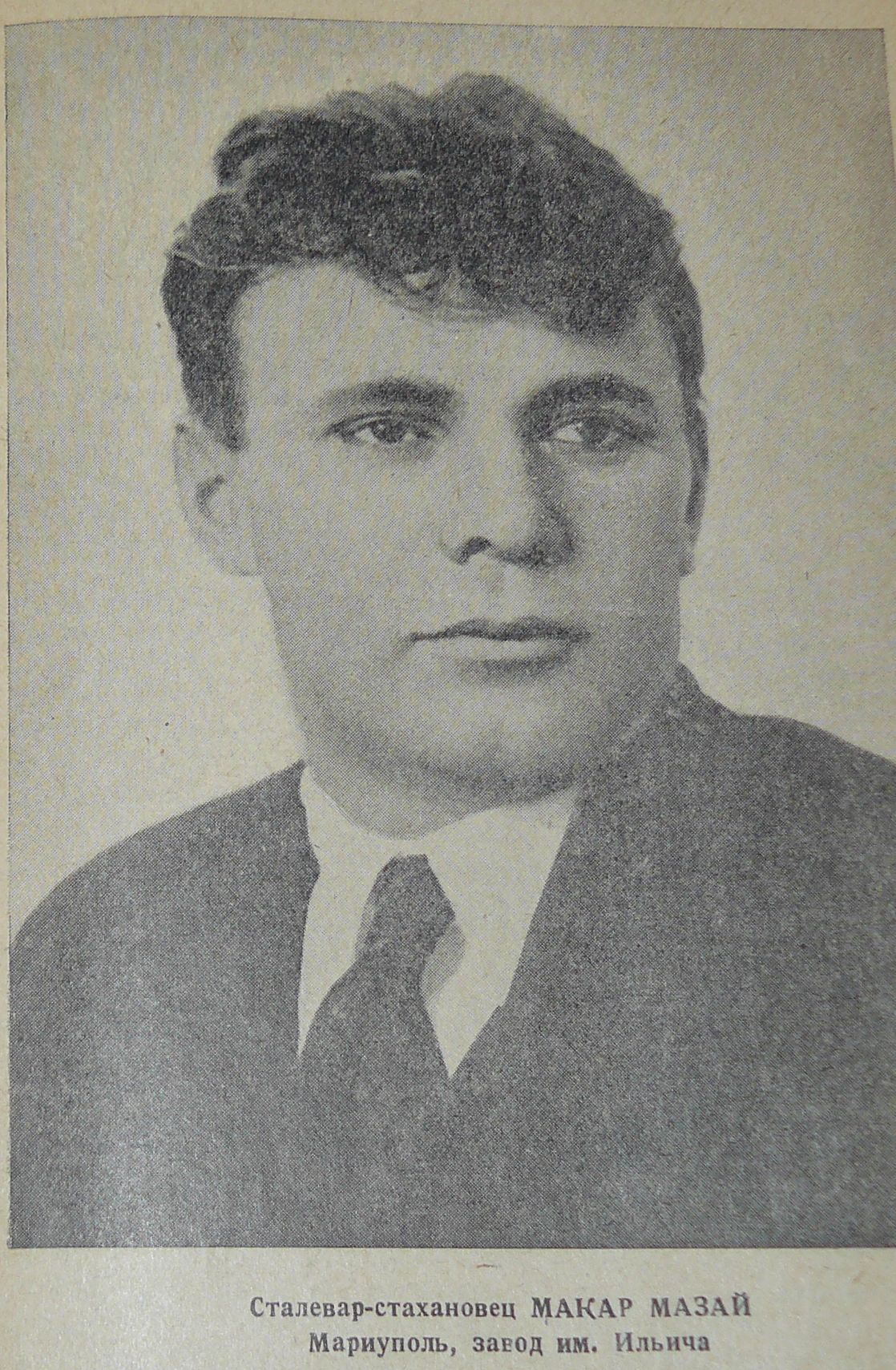
Макар Мазай в 1936 году

На протяжении 1936 года Макар Мазай один за другим устанавливает рекорды по съёму стали с квадратного метра пода печи с максимальным результатом 15 тонн за 6 часов 30 минут. После этого его опыт и методы работы распространились по всей стране, а сам Макар Мазай становится делегатом Чрезвычайного VIII Всесоюзного съезда Советов. 24 октября Макар бросает вызов сталеварам страны на социалистическое соревнование:
Я, сталевар Мазай, и моя товарищи вызываем всех сталеваров советской страны соревноваться с нами в продолжении двух декад на самый высокий с'ем стали с квадратного метра. Срок соревнования — с 25 октября по 15 ноября. Кто даст больше стали? Кто за его время возьмёт самый высокий с'ем стали с квадратного метра пода печи? Чей заработок будет выше? Кто из нас добьётся права по окончании этого соревнования отрапортовать любимому наркому тов. Серго: я, сталевар такой-то, с такого-то завода, в 20-дневном соревновании, дорогой товарищ нарком, победил лучших сталеваров страны. Большая эта будет честь для победителя!
По итогам этого соцсоревнования газетой «Правда» он был признан победителем с итогом 12,18 тонн с м². Мазай дополнительно обязался «давать 12 тонн стали с квадратного метра во всех сменах до 1 января 1937 года и не допускать прогара насадок в передней линии печи, поджога свода и непланового ремонта печи.»
В ноябре 1936 года Макар Мазай избран делегатом VIII Чрезвычайного Всесоюзного съезда Советов.
Осенью 1938 года был командирован от металлургического завода имени Ильича в Москву для обучения во Всесоюзной промышленной академии Наркомтяжпрома. С её ликвидацией во исполнение Постановления ЦК ВКП(б) и Совнаркома Союза ССР от 19 ноября 1940 г. № 2349 «Об академиях наркоматов» Макар Мазай вернулся в Мариуполь.
В 1941 году Макар Мазай не успел эвакуироваться и остался в оккупированном Мариуполе. По словам вдовы Макара, он прятался в потайном погребе своего дома, но «гитлеровцы явились посреди дня, и предатель прямо показал на потайное место».
После длительных жестоких пыток и истязаний за отказ сотрудничать с немцами Макар был расстрелян.

## Награды
- Орден Трудового Красного Знамени (1 апреля 1939).

## Цитаты
Зачем нам нужна сталь? Мы хорошо знаем, что фашисты Германии, фашисты других стран бешено готовятся к выступлению против Советского Союза. Для каждого ясно, какую роль в обороне играет сталь. Вот поэтому-то я призываю всех сталеваров Советского Союза дать нашей стране столько стали, сколько надо, чтобы залить ею всю фашистскую свору.Речь Макара Мазая на VIII Чрезвычайном Всесоюзном съезде Советов

## Память

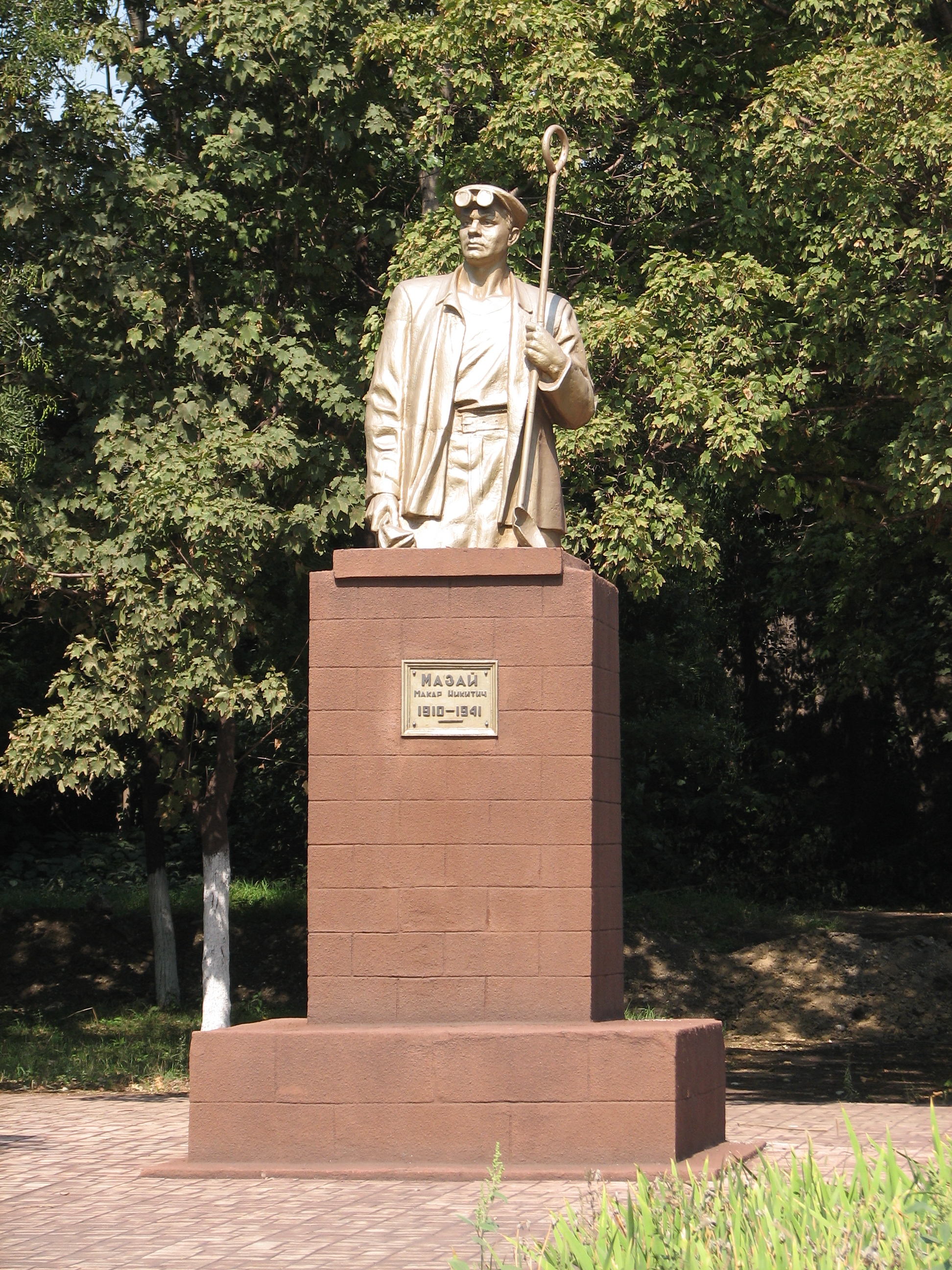
Памятник Макару Мазаю в Мариуполе

- 10 октября 1948 года состоялось открытие бронзового памятника Макару Мазаю, отлитого по эскизам А. Е. Чубина. Памятник был установлен у входа в сквер рабочего посёлка завода имени Ильича[25][26] . Позднее памятник был перенесён в сквер имени Макара Мазая (у пересечения проспекта Ильича[прим. 2] и ул. Тургенева)[28]
- За стихотворную повесть «Макар Мазай» (1947—1950) поэт С. И. Кирсанов в 1951 году получил Сталинскую премию.
- Именем Макара Мазая был назван один из буксирных пароходов проекта 1006 (1937—1971) пароходства «Москва-Волга канал».[29] В 1971 году в связи с его выводом из эксплуатации имя Мазая взамен получил теплоход-агломератовоз[30] проекта 1572А (1971—1992)[прим. 3]
- Михаил Матусовский. «Быль о Макаре Мазае».
- Именем Макара Мазая названы улицы в Кальмиусском районе Мариуполя[32], в Пролетарском районе г. Тулы[4], а также на родине героя — в станице Ольгинской.
- В память Макара Мазая в Мариуполе проводится международный турнир по боксу — Мемориал Макара Мазая.
- В 2010 году были выпущены памятные конверты со спецгашением[33]

#### Комментарии
1. ↑  3 февраля 1936 года — 14 тонн с кв.м.[11], 14 октября — плавка в 103.5 тонны за 6 часов 50 минут (13.62 тонны с кв.м.)[12], 28 октября — 15 тонн с кв.м. за 6 часов 40 минут[13][14], 16 декабря 1936 года — 12,13 тонны[15] С 25 октября по 25 декабря 1936 г. Мазай снимал в среднем по 12,16 тонны стали с кв.м.[16]
2. ↑  В 2016 году в рамках декоммунизации переименован в проспект Бойко[27]
3. ↑  В результате распада СССР в 1992 году отошёл к Украине и был продан за рубеж и переименован в 1998 году.[31]